# Österreichischer Frauen-Fußballcup 2001/02
Der Österreichische Frauen-Fußballcup wurde in der Saison 2001/02 zum 28. Mal ausgespielt. Als ÖFB-Frauen-Cup wurde er vom Österreichischen Fußballbund zum zehnten Mal durchgeführt und begann am 22. September 2001 mit der ersten Runde und endete am 12. Mai 2002 mit dem Finale im Grazer Arnold-Schwarzenegger-Stadion. Den Pokal gewann zum elften Mal der USC Landhaus.

## Teilnehmende Mannschaften
Für den österreichischen Frauen-Fußballcup haben sich anhand der Teilnahme der Ligen der Saison 2001/02 folgende 31 Mannschaften, die nach der Saisonplatzierung der Frauen-Bundesliga 2000/01, der 2. Division Mitte 2000/01, der 2. Division Ost 2000/01, der Landesliga Steiermark 2000/01 und der Regionalliga West 2000/01 geordnet sind, qualifiziert. Teams, die als durchgestrichen gekennzeichnet sind, nahmen am Wettbewerb aus diversen Gründen nicht am Wettbewerb teil oder sind zweite Mannschaften und spielten daher nicht um den Pokal mit. Weiters konnten noch der Landescupsieger, der Landesmeister oder auch Vertreter der Saison 2000/01 teilnehmen.
| Frauen-Bundesliga (11) | 2. Division Mitte (6) | 2. Division Ost (7) |
| --- | --- | --- |
| - USC Landhaus (W) (C) - SV Neulengbach (NÖ) - Union Kleinmünchen (OÖ) - Innsbrucker AC (T) - SC Brunn am Gebirge (NÖ) - 1. DFC Leoben (ST) - FC Hellas Kagran (W) - SG ASV Spratzern/SC Stattersdorf (NÖ) - Schwarz-Weiß Bregenz (V) - SC Damen Dörfl (B) (N) - LUV Graz (ST) (N) | - SV Garsten (OÖ) - USK Hof (S) - Union Babenberg Linz Süd (OÖ) - Union Kleinmünchen II (OÖ) - ASK Salzburg (S) - SV Spittal/Drau (K) (??) (N) - UFC Peterskirchen/Andrichsfurt (OÖ) (LM) (N) - FC Zell am See (S) (??) (N) | - SG Ardagger/Neustadtl (NÖ) - DFV Juwelen Janecka (W) - DFC Heidenreichstein (NÖ) - SV Horn (NÖ) - SG SC Hainfeld/USC Rohrbach (NÖ) - SV Groß-Schweinbarth (NÖ) (LM-GRNO) (N) - SC Pinkafeld (B) (LM) (N) |
| Landesliga Steiermark (3) | Regionalliga West (2) | |
| - SC St. Ruprecht/Raab (ST) - USV Eichberg (ST) - USV Seckau (ST) - FC Piberstein Lankowitz (ST) - SC Unterpremstätten (ST) - USC Schäffern (ST) - SK Stojen (ST) - FC Ligist (ST) - ASV St. Margarethen/Lavanttal (K) (N) | - FC Lingenau (V) - FC Alberschwende (V) - SK Zirl (T) - FC Egg (V) - Innsbrucker AC II (T) - FC Fussach (V) - New Energy 95 Dornbirn (V) - FC Koblach (V) (N) - FC Mellau (V) (N)                                          | |
| Landescupsieger, Meister oder Meistervertreter aus der Landesliga (2) | | |
| - SC Pinkafeld (B) (LM), siehe 2. Division Ost - SV Spittal/Drau (K) (??), siehe 2. Division Mitte - ASV St. Margarethen/Lavanttal (K) (LN), siehe Landesliga Steiermark | - SV Groß-Schweinbarth (NÖ) (LM-GRNO) - SV Langenrohr (NÖ) (L3-GRNW) - UFC Peterskirchen/Andrichsfurt (OÖ) (LM), siehe 2. Division Mitte                                                                                    | - FC Zell am See (S) (??), siehe 2. Division Ost - ASK Erlaa (W) (LM-NÖ) (A) - Verein (V) (LC) |
| Erläuterungen Länderkürzel: (B): Burgenland, (K): Kärnten, (NÖ): Niederösterreich, (OÖ): Oberösterreich, (S): Salzburg, (ST): Steiermark, (T): Tirol, (V): Vorarlberg, (W): Wien; Vereins-Landes-Bewerbserfolg: (LC): Landescupsieger, (LCF): Landescupfinalist, (LM): Landesmeister, (Lx): x. Platz der Landesliga, (LN): Landesliga-Aufsteiger, (..-x): x Landesliga siehe Länderkürzel oder (..-GRNO): Gruppe Nordost bzw. (..-GRNW): Gruppe Nordwest | | |

| (C) | amtierender Cupsieger 2000/01    |
| (A) | Absteiger der Saison 2001/02     |
| (N) | Neuaufsteiger der Saison 2001/02 |

## Turnierverlauf

### 1. Cuprunde
| Datum                   |                               | Ergebnis                         |                                  |
| ----------------------- | ----------------------------- | -------------------------------- | -------------------------------- |
| 23.09.2001 um 16:00 Uhr | FC Alberschwende              | 2:5 (1:2)                        | Schwarz-Weiß Bregenz             |
| 23.09.2001 um 14:30 Uhr | FC Lingenau                   | 1:2 (0:1)                        | Innsbrucker AC                   |
| 23.09.2001 um 15:00 Uhr | Union Babenberg Linz Süd      | 4:1 (3:0)                        | USK Hof                          |
| 23.09.2001 um 11:00 Uhr | SV Garsten                    | 7:2 (5:0)                        | ASK Salzburg                     |
| 22.09.2001 um 19:00 Uhr | SV Spittal/Drau               | 4:4 n. V. (4:4, 0:2) (4:2 i. E.) | SG Ardagger/Neustadtl            |
| 23.09.2001 um 16:00 Uhr | FC Zell am See                | 0:5 (0:2)                        | Union Kleinmünchen               |
| 23.09.2001 um 16:00 Uhr | ASV St. Margarethen/Lavanttal | 1:0 (1:0)                        | 1. DFC Leoben                    |
| 23.09.2001 um 11:00 Uhr | USV Eichberg                  | 3:7 (2:3)                        | LUV Graz                         |
| 23.09.2001 um 16:00 Uhr | SC St. Ruprecht/Raab          | 4:2 (1:0)                        | SC Pinkafeld                     |
| 23.09.2001 um 15:30 Uhr | SG SC Hainfeld/USC Rohrbach   | 5:6 (3:5)                        | SG ASV Spratzern/SC Stattersdorf |
| 23.09.2001 um 16:00 Uhr | SV Langenrohr                 | 1:7 (0:3)                        | FC Hellas Kagran                 |
| 23.09.2001 um 11:00 Uhr | DFV Juwelen Janecka           | 0:7 (0:4)                        | SC Brunn am Gebirge              |
| 07.10.2001 um 15:00 Uhr | DFC Heidenreichstein          | 0:4 (0:2)                        | SV Neulengbach                   |
| 23.09.2001 um 15:00 Uhr | SV Groß-Schweinbarth          | 0:1 (0:0)                        | SC Damen Dörfl                   |
| 23.09.2001 um 15:00 Uhr | ASK Erlaa                     | 3:4 (1:1)                        | SV Horn                          |
| Freilos                 | USC Landhaus                  |                                  |                                  |

### 2. Cuprunde
| Datum                   |                                  | Ergebnis                         |                               |
| ----------------------- | -------------------------------- | -------------------------------- | ----------------------------- |
| 11.11.2001 um 14:00 Uhr | SV Horn                          | 1:2 (0:2)                        | SC St. Ruprecht/Raab          |
| 11.11.2001 um 11:00 Uhr | Innsbrucker AC                   | 2:3 (1:2)                        | SV Neulengbach                |
| 11.11.2001 um 10:30 Uhr | Schwarz-Weiß Bregenz             | 0:4 (0:1)                        | SV Garsten                    |
| 11.11.2001 um 12:00 Uhr | SV Spittal/Drau                  | 1:1 n. V. (1:1, 1:1) (1:3 i. E.) | SC Brunn am Gebirge           |
| 11.11.2001 um 14:00 Uhr | SG ASV Spratzern/SC Stattersdorf | 1:2 (0:0)                        | ASV St. Margarethen/Lavanttal |
| 11.11.2001 um 11:30 Uhr | Hellas Kagran                    | 3:3 n. V. (3:3, 2:0) (5:4 i. E.) | Union Babenberg Linz Süd      |
| 11.11.2001 um 14:00 Uhr | SC Damen Dörf                    | 3:1 (2:1)                        | Union Kleinmünchen            |
| 11.11.2001 um 14:00 Uhr | USC Landhaus                     | 3:0 (1:0)                        | LUV Graz                      |

### Viertelfinale
| Datum                   |                      | Ergebnis                         |                               |
| ----------------------- | -------------------- | -------------------------------- | ----------------------------- |
| 24.03.2002 um 14:00 Uhr | SV Neulengbach       | 1:1 n. V. (0:0, 0:0) (2:4 i. E.) | SC Brunn am Gebirge           |
| 24.03.2002 um 14:00 Uhr | SC St. Ruprecht/Raab | 0:3 (0:3)                        | USC Landhaus                  |
| 24.03.2002 um 13:00 Uhr | SC Damen Dörfl       | 0:2 (0:1)                        | ASV St. Margarethen/Lavanttal |
| 24.03.2002 um 12:00 Uhr | Hellas Kagran        | 3:6 (0:3)                        | SV Garsten                    |

### Halbfinale
| Datum                   |                     | Ergebnis                         |                               |
| ----------------------- | ------------------- | -------------------------------- | ----------------------------- |
| 21.04.2002 um 14:00 Uhr | SV Garsten          | 0:5 (0:3)                        | USC Landhaus                  |
| 21.04.2002 um 15:30 Uhr | SC Brunn am Gebirge | 1:1 n. V. (1:1, 0:1) (1:4 i. E.) | ASV St. Margarethen/Lavanttal |

### Finale
Das Finale wurde im Arnold-Schwarzenegger-Stadion, Graz in der Steiermark ausgetragen.
| Datum                   |              | Ergebnis   |                               |
| ----------------------- | ------------ | ---------- | ----------------------------- |
| 12.05.2012 um 14:00 Uhr | USC Landhaus | 11:1 (6:1) | ASV St. Margarethen/Lavanttal |

## ÖFB-Supercup der Frauen
Das Finale wurde im Arnold Schwarzenegger-Stadion in Graz ausgetragen.
| Datum      |                                                                         | Ergebnis  |                  |
| ---------- | ----------------------------------------------------------------------- | --------- | ---------------- |
| 06.07.2002 | Innsbrucker AC (M)                                                      | 3:6 (2:0) | USC Landhaus (C) |
|            | Tore: 3 Krivohlavek, 1 Sadikovic, 1 Schaffranek, 1 Szankovic; 3 Stehrer |           |                  |

| Legende: (M): Meister, (C): Cupsieger, (CF): Cupfinalist |